# Josep Maria Servia
Josep Maria Servia (Gerona, 6 aprile 1953) è un pilota di rally spagnolo, specializzato nei rally raid.
Vincitore di dodici tappe al Rally Dakar e un 4º posto nella classifica generale (nel 2000 e nel 2001), come miglior risultato.

## Biografia
Debutta nelle competizioni ventenne, nel 1973, come co-pilota del fratello Salvador, nel 1998 debutta all'Abu Dhabi Desert Challenge con il Buggy Schlesser di Jean-Louis Schlesser, terminando il rally raid in 6ª posizione.

## Palmarès

### Rally Dakar
| Anno | Navigatore            | Mezzo           | Pos. |
| ---- | --------------------- | --------------- | ---- |
| 1997 | Gilles Picard         | Nissan          | 6º   |
| 1999 | Guilherme Delli Zotti | Buggy Schlesser | 5º   |
| 2000 | Jean-Marie Lurquin    | Buggy Schlesser | 4º   |
| 2001 | Jean-Marie Lurquin    | Buggy Schlesser | 4º   |
| 2002 | Enric Oller Carbo     | Buggy Schlesser | Rit. |
| 2003 | Enric Oller Carbo     | Buggy Schlesser | Rit. |
| 2004 | François Borsotto     | Buggy Schlesser | 19º  |
| 2005 | Arnaud Debron         | Buggy Schlesser | Rit. |
| 2006 | William Alcaraz       | Buggy Schlesser | 15º  |

### Altri risultati
Da sempre seconda guida di Jean-Louis Schlesser nel suo team, ha spesso collezionato il risultato alle spalle del capo-squadra.
1999
- all'Italian Baja su Buggy Schlesser
- al Rally di Tunisia su Buggy Schlesser
- al Baja España-Aragón su Buggy Schlesser

2000
- al Rally del Marocco su Buggy Schlesser
- al Abu Dhabi Desert Challenge su Buggy Schlesser

2001
- al Rally di Tunisia su Buggy Schlesser

2003
- al Rally del Marocco su Buggy Schlesser